# Peter Gutte
Peter Gutte (* 10. Januar 1939 in Dresden) ist ein deutscher Geobotaniker und gilt als einer der besten Neophyten-Kenner Mitteleuropas.

## Leben
Peter Gutte wuchs als Sohn des Kleinbauern und Waldarbeiters Paul Gutte und seiner Ehefrau Lisbeth geb. Müller in Hellendorf, später in der DDR, auf. Botanische Grundkenntnisse vermittelte ihm sein Lehrer Heinz Grundig (1917–1992). Nach dem Abitur in Pirna studierte Gutte in Leipzig von 1957 Biologie und Chemie mit dem Berufsziel Lehrer, dann ab 1959 Biologie.
Sowohl seine Diplomarbeit 1962 als auch seine Dissertation 1969 befassen sich mit Ruderalpflanzen-Gesellschaften Leipzigs und Sachsens. Er war ab 1963 Wissenschaftlicher Assistent am Botanischen Institut der Universität Leipzig, wurde 1974 Kustos des Herbariums und 1988 Dozent für Geobotanik, von 1998 bis zu seinem Ausscheiden aus dem Dienst im Jahre 2002 Kustos des Botanischen Gartens in Leipzig.
Mehrere Auslandsaufenthalte führten ihn nach Lateinamerika, woraus sich 1981 als Frucht seine Habilarbeit über „Vegetationskundliche Studien in den Hochanden Perus“ ergab.
Mit seiner Flora der Stadt Leipzig (2006) und als federführender Bearbeiter der Neuauflage der Flora von Sachsen hat Gutte bleibende Verdienste erworben. Spezialisten aus Mitteleuropa wenden sich an ihn, wenn es gilt, unklare Ruderalpflanzen und Neophyten zu bestimmen, insbesondere aus den Familien Chenopodiaceae, Amaranthaceae und Onagraceae.